# Playa de Els Peixets
La playa de Els Peixets es una playa de Alboraya, en Valencia. Está situada entre la desembocadura del Barranco del Carraixet y la playa de la Patacona.
Es la única playa no urbanizada del término municipal de Alboraya. Tiene 690 m de longitud y unos 30 m de anchura y está compuesta por arena dorada y grava. Carece de equipo de salvamento y señalización.
En esta playa se encuentra la ermita de Els Peixets, en cuyo entorno se celebra una de las fiestas más importantes y características de Alboraya, la fiesta del Milagro de los Peces.

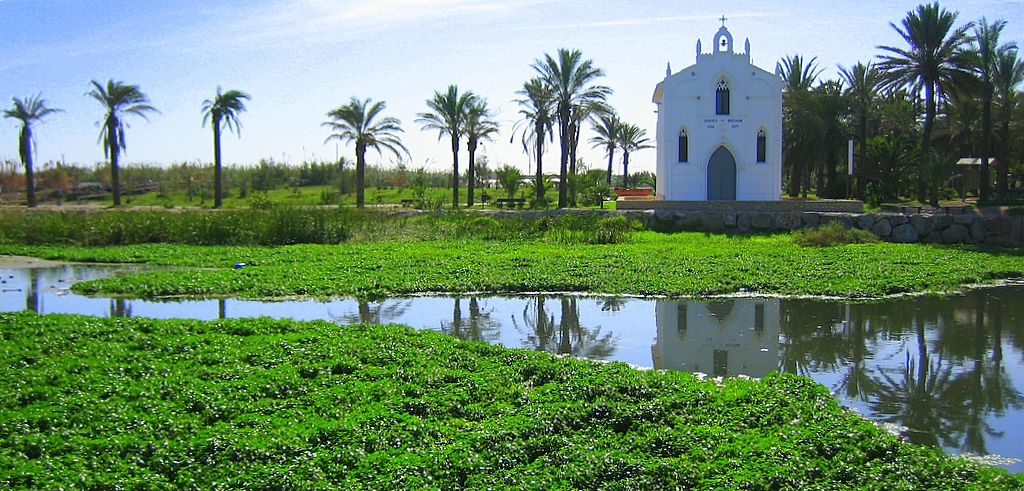
Ermita de Els Peixets